# Marlon Brando
Marlon Brando, Jr. (n. 3 aprilie 1924, Omaha, Nebraska, SUA – d. 1 iulie 2004, Los Angeles, California, SUA) a fost un actor și regizor american, dublu câștigător al premiului Oscar, recunoscut ca fiind unul dintre cei mai mari actori de film ai secolului XX. Brando a fost, de asemenea, un activist, luptând pentru drepturile civile ale afro-americanilor și ale amerindienilor. S-a făcut remarcat prin rolurile din filmele  Un tramvai numit dorință și Pe chei, ambele regizate de către Elia Kazan la începutul anilor 1950. Stilul său actoricesc, combinat cu aparițiile sale publice ca outsider al Hollywood-ului anilor 1950 și 1960, au avut o influență majoră asupra generației de actori ce i-au urmat. 
Inițial, Marlon Brando a obținut multe laude, cât și o nominalizare la Oscar pentru interpretarea rolului lui Stanley Kowalski în ecranizarea piesei lui Tennessee Williams din 1951, Un tramvai numit dorință, un rol pe care l-a interpretat cu succes pe Broadway. A fost primit cu mai multe laude performând drept Terry Malloy în Pe chei (1954), prestația aducându-i premiul Oscar pentru cel mai bun actor. Portretul său de rebel motociclist, lider de gang Johnny Strabler în "The Wild One" s-a dovedit a rămâne o imagine în cultura populară.
Brando a fost nominalizat la premiile Oscar și pentru rolurile Emiliano Zapata în  Viva Zapata! (1952) și Marc Antoniu în Julius Caesar (1953).
În anii '60 cariera lui Brando cunoaște o nouă etapă, una lipsită de succes comercial, și marcată de debutul său regizoral. El regizează  filmul western One-Eyes Jacks, primul dintr-un șir de nereușite, fiind urmat de rolul său în Revolta de pe Bounty (1962). Ulterior, în ciuda unei anumite etichete negative de care i-a fost conferită, a interpretat la superlativul absolut, stabilind un nou standard estetic, rolul lui Don Vito Corleone în primul film din seria lui Francis Ford Coppola, Nașul. Pentru acest rol, Brando câștigă încă odată premiul Oscar pentru cel mai bun actor.
Brando a fost clasificat pe locul patru într-un clasament al actorilor americani de film ai erei clasice, întocmit de Institutul American de Film.

## Copilăria
Marlon Brando Jr. s-a născut pe 3 aprilie 1924 în Omaha, Nebraska, Statele Unite ale Americii, avându-i ca părinți pe Marlon Brando (1895-1965) și Dorothy Julia Pennebaker (1897-1954). Are rădăcini germanice, olandeze, britanice și irlandeze. Mama sa era considerată o femeie neconvențională pentru vremea aceea deoarece fuma, purta pantaloni și conducea mașina. Aceasta l-a ajutat pe Henry Fonda să își înceapă cariera în actorie. Cu toate acestea, era dependentă de alcool. Cu tatăl său, Brando nu a avut niciodată o relație apropiată. 
În jurul anului 1930, familia Brando se mută în statul Illinois, odată cu noul loc de muncă al tatălui său. Părinții lui Brando se despart în 1935, iar mama ia cei trei copii în Santa Ana, California, unde au trăit cu mama ei. Părinții lui Brando se împacă în 1937, iar familia se mută din nou, de data aceasta în
Libertyville, Illinois.
Sora sa Jocelyn a fost prima care a avut o carieră în actorie, aceasta învățând la American Academy of Dramatic Arts din New York City. A jucat pe Broadway, apoi în filme și televiziune. Cealaltă soră Frances a plecat din California ca să studieze arte în New York. Brando a rămas repetent un an și a fost apoi exmatriculat din Liberty High School după ce a condus o motocicletă de holurile școlii. Acesta a fost trimis la Academia Militară Shattuck din Minnesota, unde tatăl său învățase înainte. Aici Brando excelează în teatru.

## Cariera

### New York și actoria
Marlon decide să își urmeze surorile în New York ca să-și fructifice pasiunea pentru actorie, studiind la American Theatre Wing Professional School. Își petrece primele luni în New York dormind pe canapelele prietenilor lui. Devine un elev dedicat profesoarei sale, Stella Adler, de la care învață tehnicile sistemului de actorie Stanislavski. Aceste tehnici învățau actorul să își exploreze realitatea exterioară și interioară pentru a portretiza în mod complet un personaj. Brando dă dovadă de perspicacitate și înțelegerea subiectului încă de la început. Este primul care abordează natural actoria în film. 

### Un tramvai numit Dorință

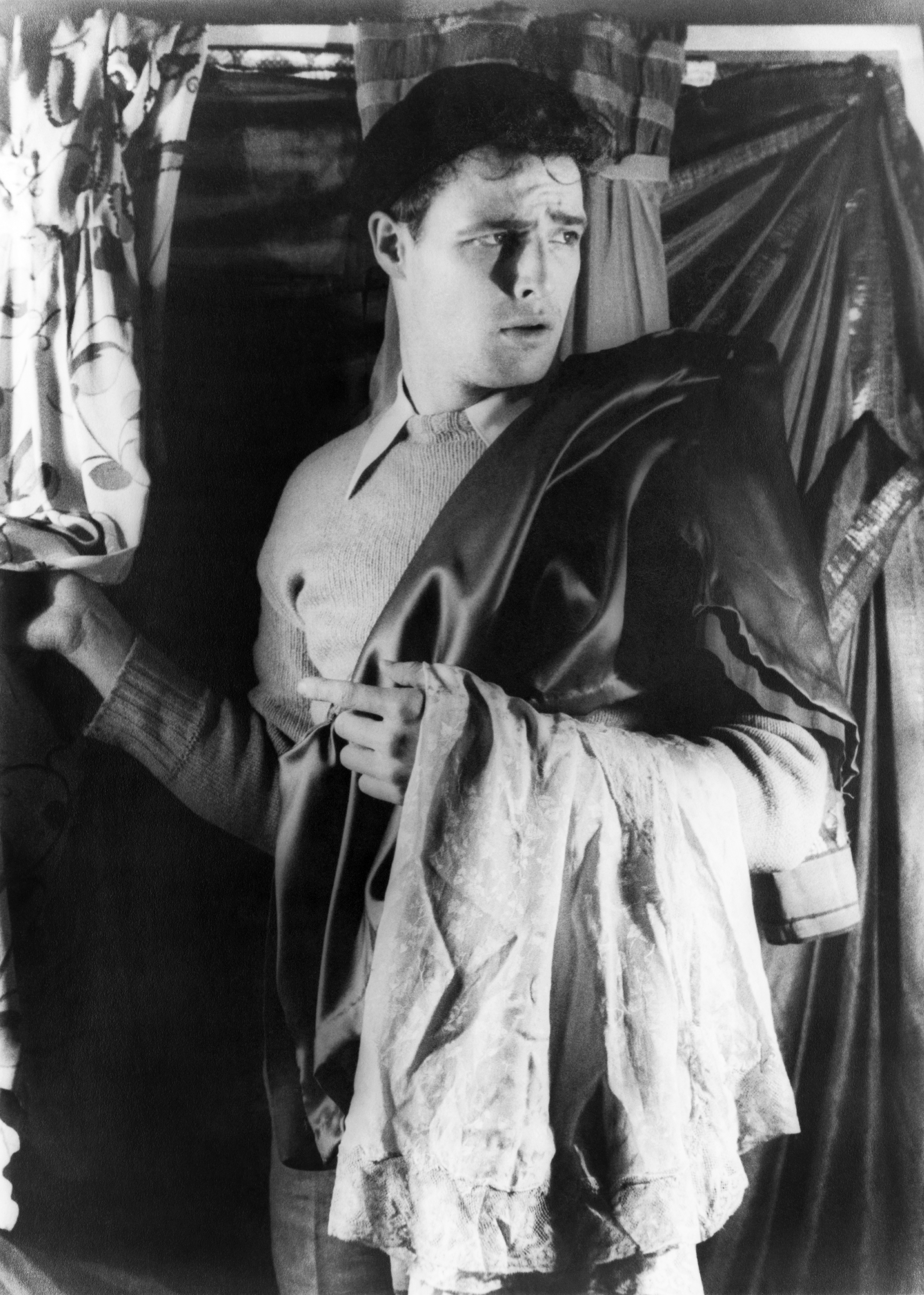
Marlon Brando în 1948, când juca în piesa de teatru Un tramvai numit Dorință.

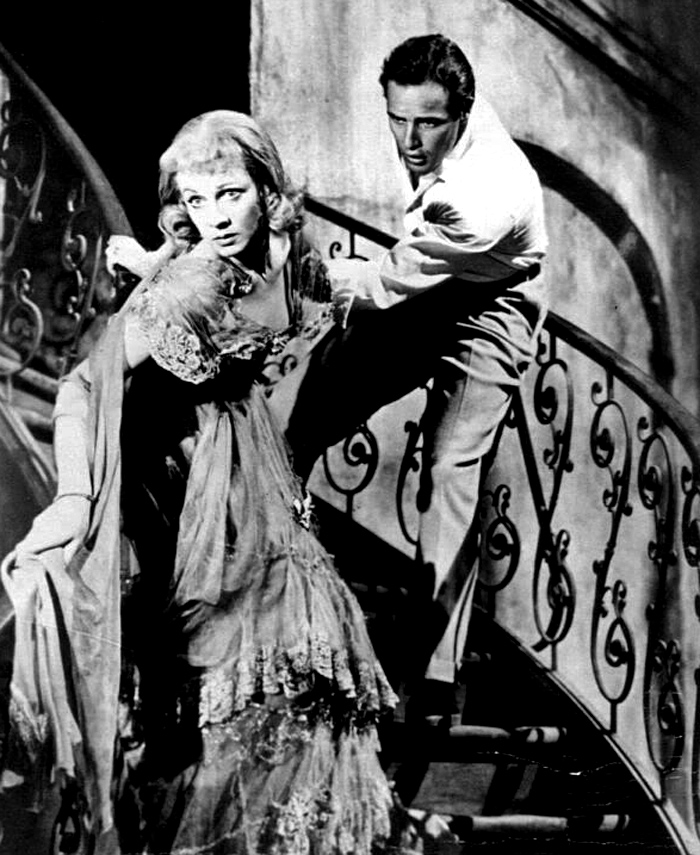
Vivien Leigh și Marlon Brando în Un tramvai numit dorință, 1951

În 1944, Marlon Brando își face debutul pe Broadway în piesa „I Remember Mama”. Este apoi distribuit în piese ca „Truckline Café” și „A Flag is Born” și este lăudat de critici. Brando este distribuit în rolul lui Stanley Kowalski din piesa de teatru „Un tramvai numit Dorință”, scrisă în 1947 de Tennessee Williams. Aceasta avea să fie regizată de Elia Kazan. În 1950 are premierea primului său film, The Men, în care joacă un veteran de război în scaun cu rotile. În 1951, Brando joacă în filmul Un tramvai numit dorință, alături de Vivien Leigh. Prestația lui Brando în film este primită pozitiv de către critici, ajungând să fie considerată astăzi una dintre cele mai bune interpretări ale lui Brando. Cu rolul efervescentului Stanley, Brando se instalează ca sex simbol la Hollywood și este nominalizat pentru prima dată la Premiile Oscar pentru cel mai bun actor în rol principal. Pierde însă în favoarea lui Humphrey Bogart.

### 1952-1954
Este nominalizat și următorul an pentru filmul Viva Zapata! (1952). Brando îl interpretează pe Emiliano Zapata, revoluționarul mexican. Filmul a fost regizat de Elia Kazan și l-a mai avut în distribuție pe Anthony Quinn. Următoarele filme ale lui Brando sunt Iulius Cezar (1953) și The Wild One. Brando este apreciat de public și de către critici pentru abordările sale intens emoționale. Filmul The Wild One (1953) a inspirat generația de adolescenți de la vremea respectivă, dornică să se revolte. Brando devine astfel un model la fel ca James Dean  sau Elvis Presley.
În 1954, Brando joacă în Pe chei, o dramă despre violența, crimele și corupția ce survolează în rândul docherilor. Filmul a fost regizat de Elia Kazan, după un scenariu de Budd Shulberg, și i-a mai avut în distribuție pe Karl Malden, Lee J. Cobb, Rod Steiger și, făcându-și debutul în film, Eva Marie Saint. Brando a acceptat rolul docherului irlandez american Terry Malloy, rol ce îi fusese oferit și lui Frank Sinatra. Interpretarea sa îi aduce lui Brando primul său premiu Oscar pentru cel mai bun actor. Pe chei este bine primit de către critici și public, fiind un succes la box-office. După câștigarea Oscarului, statueta lui Brando este furată. Este găsită mult mai târziu, la o licitație din Londra.

### Anii '60
În 1961, Brando și-a făcut debutul ca regizor în westernul One-Eyed Jacks. Filmul a fost regizat inițial de Stanley Kubrick, dar acesta a fost concediat la începutul producției. Paramount l-a ales pe Brando regizor. Brando interpretează personajul principal Rio, iar Karl Malden îl interpretează pe partenerul său, Dad Longworth. Din distribuția secundară fac parte Katy Jurado, Ben Johnson și Slim Pickens. One-Eyed Jacks a fost primit cu recenzii mixte de către critici.
Distras de viața personală și dezamăgit de cariera sa, Brando a început să privească actoria doar ca pe un mijloc de a face bani. Criticii au fost consternați de rolurile sale în filme pe care mulți le considerau inferioare talentului său. Deși anterior Brando semna doar contracte pe termen scurt cu studiourile de film, în 1961, în mod neobișnuit, semnează un contract pentru cinci filme cu studiourile Universal, care are să-l bântuie pentru tot restul deceniului. The Ugly American (1963) a fost primul dintre aceste filme. Bazat pe romanul din 1958 cu același titlu, a fost evaluat destul de pozitiv, dar a eșuat la box office. Brando a fost nominalizat la Globul de Aur pentru interpretarea sa. Toate celelalte filme Universal ale lui Brando din această perioadă, inclusiv Bedtime Story (1964), The Appaloosa (1966), A Countess from Hong Kong (1967) și The Night of the Following Day (1969), au fost, de asemenea, eșecuri critice și comerciale. Countess, în special, a fost o dezamăgire pentru Brando, care aștepta cu nerăbdare să lucreze cu unul dintre eroii săi, regizorul Charlie Chaplin. Experiența s-a dovedit a fi una nefericită; Brando a fost oripilat de stilul didactic de regie al lui Chaplin și de abordarea autoritară a acestuia.
În 1967, Brando a interpretat rolul unui ofițer homosexual reprimat în Reflections in a Golden Eye, regizat de John Huston și având-o ca protagonistă pe Elizabeth Taylor. Rolul s-a dovedit a fi unul dintre cele mai aclamate din acei ani. Filmul a primit, în general, recenzii mixte.

### Nașul
Odată cu venirea anilor '70, Brando devine clasificat ca un actor care nu mai atrăgea mulțimea în cinematografe. Criticii erau tot mai nesatisfăcuți cu presațiile sale. Tocmai de aceea, rolul donului Vito Corleone în Nașul (1972) a reprezentat un punct de cotitură pentru cariera actorului, readucându-l în lumina refectoarelor ca un succes box-office și câștigând al doilea Premiu Oscar pentru cel mai bun actor. Filmul a fost regizat de Francis Ford Coppola, după romanul cu același nume al scriitorului Mario Puzo. 
Șeful de producție Paramount, Robert Evans, l-a angajat pe Coppola după ce mai mulți regizori au refuzat filmul. Evans i-a dat timp lui Puzo să termine de scris romanul pentru ca Paramount să poată deține drepturile pentru filmarea peliculei. Evans voia să găsească un regizor italian american, pentru a oferi filmului autenticitate din punct de vedere cultural. Studioul vedea la început Nașul ca un film cu buget redus care să aibă actori necunoscuți, dar după succesul neașteptat al romanului, Paramount decide să-l transforme într-o peliculă de prestigiu. Coppola își face o listă cu actori pe care și-ar dori să joace în film, printre care actorul de Oscar Ernest Borgnine, Frank de Kova, John Marley, Richard Conte (care va juca în final personajul Emilio Barzini) și Carlo Ponti. În final, Coppola se decide că trebuie să-l aducă în rolul donului pe cel mai bun actor din lume. Această decizie îl duce la Laurence Olivier și Marlon Brando. Evans i-a spus lui Coppola că s-a gândit la Brando pentru rol pentru câțiva ani iar Puzo spune că a scris personajul lui Vito Corleone cu Brando în minte, așa că în final îl aleg pe Brando. Cu toate acestea, șefii Paramount se opun alegerii lui Brando pe motiv că nu ar favoriza succesul filmului, și din cauză că Brando avea o reputație de a fi dificil pe platoul de filmare. În final îl acceptă pe Brando cu anumite condiții, printre care să își asume financiar orice întârziere a filmărilor cauzată de temperamentul său vulcanic.
Interpretarea lui Brando din film este ovaționată de critici. Este nominalizat la Oscar, câștigând a doua statuetă, dar refuză premiul, devenind al doilea actor care să facă acest lucru (după George C. Scott pentru Patton). La ceremonia de premiere, Brando o trimite ca reprezentantă a sa pe activista amerindiană Sacheen Littlefeather, îmbrăcată în costum tradițional, să îi expună motivele pentru refuzul său, acestea fiind ura cu care sunt tratați și modul în care sunt portretizați amerindienii în industria filmului și televiziunii de către albii de la Hollywood.

### Apocalipsul acum
În Apocalipsul acum (1979), Brando joacă rolul Colonelului Walter E. Kurtz. Filmul epic despre Războiul din Vietnam este regizat de Francis Ford Coppola, marcând a doua colaborare dintre el și Brando, după Nașul. Brando interpretează un înalt ofițer al Forțelor Armate Speciale ale SUA ce dezertează și își creează propria bază de operațiune în Cambodgia, fiind acum temut de americani la fel de mult ca și de vietnamezi. 
Pentru film, Brando a fost plătit un milion de dolari pe săptămână, timp de trei săptămâni. Producția filmului a întâmpinat numeroase probleme, de la furtunile care distrugeau platourile de filmare, la Martin Sheen, care a suferit un atac de cord în timpul filmărilor, până la Marlon Brando, care a venit la filmări fiind supraponderal. Brando i-a mărturisit lui Coppola că nu a citit cartea ce stă la baza filmului, Inima întunericului.
Odată cu premiera, Apocalipsul acum a fost apreciat de critici. Brando a fost apreciat pentru prestația din film, vorbele personajului său, „The horror! The horror!” fiind cel mai memorabil citat din peliculă.

## Viața personală

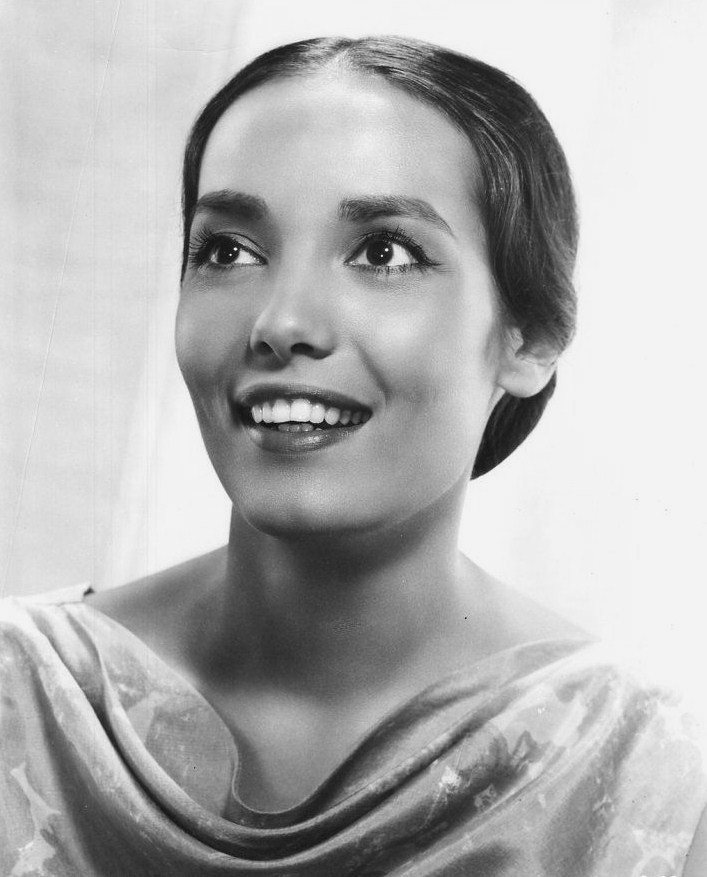
Anna Kashfi, prima soție a lui Marlon Brando

Viața personală tumultoasă a lui Brando a atras atenția publicului la fel de mult ca și cariera sa de actor. De-a lungul vieții sale, Brando a avut mai mulți parteneri și a fost tatăl a 11 copii, dintre care trei adoptați. Brando a confirmat că a avut și experiențe homosexuale.
În cartea Songs My Mother Taught Me, Brando scrie că a cunoscut-o pe Marilyn Monroe la o petrecere unde aceasta cânta la pian, neobservată de alții. Cei doi au avut o aventură amoroasă și au menținut o relație intermitentă pentru mulți ani. Brando susține că a primit un telefon de la Marilyn chiar cu câteva zile înainte de moartea sa.
În 1954, Brando o cunoaște pe actrița puertoricană Rita Moreno, cu care începe o relație de dragoste. În cartea sa de memorii, Moreno dezvăluie că Brando a forțat-o să facă avort după ce a aflat că e însărcinată cu copilul lui. După întreruperea de sarcină, Moreno încearcă să se sinucidă luând o doză mare din somniferele lui Brando. După ani de la despărțirea lor cei doi joacă împreună în filmul The Night of the Following Day (1969).
Brando se căsătorește în 1957 cu actrița Anna Kashfi. Aceasta s-a născut în Calcutta și s-a mutat în Wales în 1947. Brando și Kashfi au avut un fiu, Christian Brando, născut pe 11 mai 1958, și au divorțat în 1959.
În 1960, Brando se căsătorește cu actrița mexicano-americană Movita Castaneda, cu opt ani mai mare decât el. Castaneda apăruse în primul film Revolta de pe Bounty, cu 27 de ani înainte ca Brando să joace în remake-ul filmului din 1962. Cei doi au avut doi copii, Miko (n.1961) și Rebecca Brando (n.1966), și au divorțat în 1968.
Actrița franceză Tarita Teriipaia, care jucase iubita lui Brando în Revolta de pe Bounty, devine a treia soție a sa pe 10 august 1962. Avea 20 de ani, cu 18 ani mai tânără decât Brando. Cum Teriipaia era vorbitoare nativă de franceză, Brando învață limba fluent și începe să dea numeroase interviuri în franceză. Cei doi au împreună doi copii: Simon Teihotu Brando (n. 1963) și Tarita Cheyenne Brando (n. 1970). Brando a adoptat-o de asemenea pe fiica lui Terripaia, Maimiti Brando (n. 1977) și pe nepoata lui Teriipaia, Raiatua Brando (n. 1982). Cei doi divorțează în iulie 1972.
Brando a avut o relație de lungă durată cu menajera sa, Maria Cristina Ruiz, cu care a avut trei copii: Ninna Priscilla Brando (n. 13 mai 1989), Myles Jonathan Brando (n. 6 ianuarie 1992) și Timothy Gahan Brando (n. 6 ianuarie 1994). Brando l-a adoptat de asemenea pe Petra Brando-Corval (n. 1972), fiul asistentei sale Caroline Barrett și al scriitorului James Clavell.
În 2018, Quincy Jones și Jennifer Lee au afirmat că Brando a avut relații sexuale cu comedianul Richard Pryor. Fiica lui Pryor a negat susținerea acestora.

## Filmografie

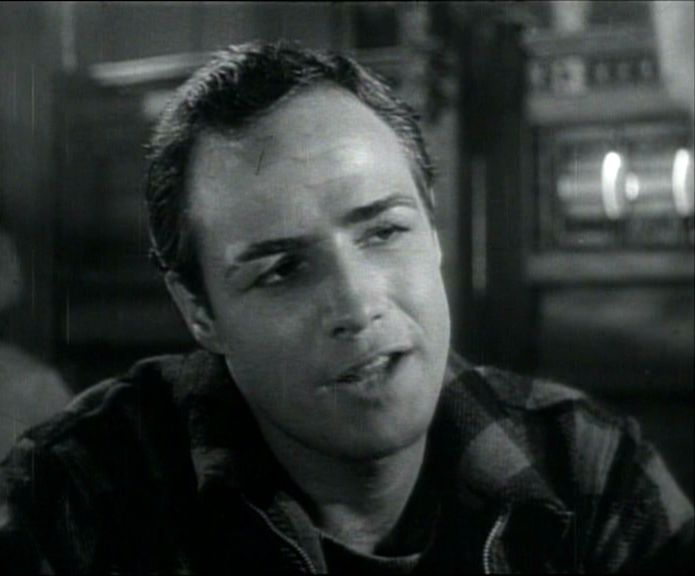
Scenă din filmul Pe chei (1954)

- 1950 Bărbații (The Men); rol: Kenneth "Ken" Wilcheck/"Bud"
- 1951 Un tramvai numit dorință (A Streetcar Named Desire), regia Elia Kazan; rol: Stanley Kowalski
- 1952 Viva Zapata!, regia Elia Kazan; rol: Emiliano Zapata
- 1953 Iulius Cezar (Julius Caesar), regia Joseph L. Mankiewicz; rol: Marc Antoniu
- 1953 Sălbaticul (The Wild One), regia László Benedek; rol: Johnny Strabler/Naratorul
- 1954 Pe chei (On The Waterfront), regia Elia Kazan; rol: Terry Malloy (Premiul Oscar pentru cel mai bun actor)
- 1954 Désirée, regia Henry Koster; rol: Napoleon Bonaparte
- 1955 Băieți și fete (Guys and Dolls), regia Joseph L. Mankiewicz; rol: Sky Masterson
- 1956 Mica ceainărie (The Teahouse of The August Moon), regia Daniel Mann; rol: Sakini
- 1957 Sayonara, regia Joshua Logan; rol: Maj. Lloyd "Ace" Gruver, USAF
- 1958 Tinerii lei (The Young Lions), regia Edward Dmytryk; rol: Lt. Christian Diestl
- 1959 Orfeu în Infern (The Fugitive Kind), regia Sidney Lumet; rol: Valentine "Snakeskin" Xavier

- 1961 Jack Chiorul (One-Eyed Jacks), regia Marlon Brando : Rio
- 1962 Revolta de pe Bounty (Mutiny on The Bounty), regia Lewis Milestone; rol: 1st Lt. Fletcher Christian
- 1963 Americanul urât (The Ugly American), regia George Englund; rol: Ambasadorul Harrison Carter MacWhite
- 1964 Bedtime Story, regia Ralph Levy; rol: Freddy Benson
- 1965 Misiune sinucigașă (Morituri), regia Bernhard Wicki; rol: Robert Crain
- 1966 Urmărirea (The Chase), regia Arthur Penn; rol: Șeriful Calder
- 1966 Omul din Sierra (The Appaloosa), regia Sidney J. Furie; rol: Matt Fletcher
- 1967 Contesa din Hong Kong (A Countess from Hong Kong), regia Charlie Chaplin; rol: Ogden Mears
- 1967 Imagini într-un ochi de aur (Reflections in a Golden Eye), regia John Huston; rol: Maj. Weldon Penderton
- 1968 Candy, regia Christian Marquand; rol: Grindl
- 1968 Noaptea zilei următoare (The Night on The Following Day), regia Hubert Cornfield; rol: Șoferul
- 1969 Prețul libertății (Queimada!), regia Hubert Cornfield; : Sir William Walker

- 1972 Vizitatorii nocturni (The Nightcomers), regia Michael Winner; : Peter Quint
- 1972 Nașul (The Godfather), regia Francis Ford Coppola; rol: Don Vito Corleone (Premiul Oscar pentru cel mai bun actor)
- 1972 Ultimul Tango la Paris (The Last Tango in Paris), regia Bernardo Bertolucci; rol: Paul
- 1976 Reglare de conturi (The Missouri Breaks), regia Arthur Penn; : Robert E. Lee Clayton
- 1978 Superman I (Superman), regia Richard Donner; : Jor-El
- 1979 Apocalipsul acum (Apocalypse Now), regia Francis Ford Coppola; : Colonelul Walter E. Kurtz

- 1980 Formula (The Formula), regia John G. Avildsen; : Adam Steiffel
- 1989 Un anotimp alb și uscat (A Dry White Season), regia Euzhan Palcy; : Ian McKenzie
- 1990 Novicele (The Freshman), regia Andrew Bergman; : Carmine Sabatini
- 1992 Cristofor Columb (Christopher Columbus: The Discovery), regia John Glen; : Tomás de Torquemada
- 1995 Don Juan DeMarco, regia Jeremy Leven; : Dr. Jack Mickler
- 1996 Insula doctorului Moreau (The Island of Dr. Moreau), regia John Frankenheimer; : Dr. Moreau
- 1997 Prețul morții (The Brave), regia Johnny Depp; : McCarthy
- 1998 Bani de-a gata (Free Money), regia Yves Simoneau; : Warden Sven "The Swede" Sorenson
- 2001 Scor final (The Score), regia Frank Oz; : Max